# Republiek Vevčani

De Republiek Vevčani (Macedonisch: Република Вевчани) is een zelfverklaarde micronatie in het dorp Vevčani in het zuidwesten van Noord-Macedonië. De republiek werd in 1991 uitgeroepen als vorm van protest tegen de centrale regering en bestaat sindsdien als een symbolisch en toeristisch fenomeen.

## Geschiedenis
In de jaren tachtig en negentig ontstond er onvrede in Vevčani toen de autoriteiten plannen maakten om water uit de plaatselijke bronnen om te leiden naar omliggende dorpen. De inwoners verzetten zich fel tegen deze plannen, waarbij het conflict uitgroeide tot een symbool voor de wens naar lokale autonomie.
In 1991, na de ontbinding van Joegoslavië, riepen de inwoners de Republiek Vevčani uit. Het initiatief was bedoeld als satirische en politieke boodschap, maar kreeg al snel brede bekendheid in Noord-Macedonië en daarbuiten.

## Symbolen
De republiek gaf eigen paspoorten uit en introduceerde een symbolische munteenheid, de vevčani denar. Beide hadden geen wettelijke status maar werden populair als souvenirs.
Ook werden er eigen vlaggen en andere symbolen ontworpen, die de onafhankelijkheid en de unieke identiteit van de gemeenschap benadrukken.

## Toerisme
De Republiek Vevčani is tegenwoordig vooral een toeristische attractie. Bezoekers kunnen nog steeds paspoorten en munten verkrijgen als herinnering. De republiek wordt vaak in één adem genoemd met het Vevčani-carnaval, een traditioneel feest dat jaarlijks in januari plaatsvindt en duizenden bezoekers trekt.

## Betekenis
Hoewel de republiek nooit officiële erkenning heeft gekregen, wordt zij gezien als een voorbeeld van lokale zelforganisatie, satire en protestcultuur in de Balkan.